# Melbourne Knights FC
Melbourne Knights Football Club är en australisk fotbollsklubb från Melbourne. Klubben spelar för närvarande i Victorian Premier League och vann den numera nedlagda National Soccer League två gånger. Klubben kommer från de västra förorterna i Melbourne och är mycket populär hos den kroatiska befolkningen i Australien. Än idag identifierar sig klubben med sina kroatiska rötter och deltar regelbundet i australisk-kroatiska fotbollsturneringen.

## Tidig Historia

### Grundandet av klubben
Klubben grundades 1953 av kroatiska invandrare vid ett hus på Leeds Street i förorten Footscray och hette från början SC Croatia. I början var det svårt att få ihop ett lag, vilket gjorde att de rekryterade spelare från andra delar av Melbourne, såväl som andra områden som Geelong och t.o.m. invandrarlägret vid Bonegilla i nordöstra Victoria. Trots svårigheterna blev klubben snabbt framgångsrik och gjorde debut i Victorianska ligan 10 april 1953. Ända sedan starten har klubbens dress bestått av den kroatiska flaggans färger: röda tröjor, vita byxor och blå strumpor.

### De första åren
1957 hade SC Croatia flyttats till Geelong – vilket hade blivit ett nav för den kroatiska befolkningen i Australien – där den stannade fram till 1962.
1954 deltog SC Croatia i sin första Dockerty Cup, men slogs ut i första omgången mot Yallourn i en match som slutade 12–1. Croatia steg snabbt i divisionerna och 1959 hade man nått division 1 (näst högsta divisionen). Man vann även division 1, detta på målskillad, men blev av med titeln efter en överklagan från andraplatsinnehavarna Preston, som klagade på ett resultat tidigare under säsongen mot Lions. Titeln gick således till Preston, som fick flyttas upp till högstadivisionen, Victorian State League. Samma år nådde Croatia femte omgången av Dockerty Cup, vilket var det längsta laget hade kommit dittills.
Klubbens ordförande kom överens med Preston om att slå ihop klubbarna 1960, vilket inte uppskattades av många i Croatia och orsakade en delning. SC Croatia behölls som klubb i division 1 och Geelong, men den nya klubben flyttades till Melbourne under namnet Preston Croat i Victorian State League. Klubben hölls delad under de tre åren 1960–1962. Den första säsongen efter delningen blev katastrofal för Preston Croat som slutade näst sist i toppdivisionen och flyttades ner till division 1. De återhämtade sig dock snabbt och spelade följande säsong helt obesegrade. Croatia var också väldigt nära att flyttas upp, med en tredjeplats tre poäng från förstaplatsen. 1962 blev även det ett dåligt år för Preston Croat, som undvek nedflyttning med två poäng. Croatia vann enkelt division 1 genom 19 vinster av 22 matcher.
1963 var både SC Croatia och Preston Croat i högstadivisionen Victorian State League och man bestämde sig för att gå ihop igen. Preston Croat gick med i SC Croatia, som flyttade från Geelong till Melbourne, där klubben består än idag. Klubben slutade dock på elfte plats i ligan och flyttades än en gång ner till division 1. Däremot tog sig klubben till semifinal i Dockerty Cup och återvände till högstadivisionen 1965 efter att bara ha förlorat en enda match 1964.
Det var under den här tiden som legendarerna Bozo Basic, Frank Bot, Billy Vojtek, Jim Vojtek, Mirko Kovacek och Horst Rau påbörjade sina karriärer i klubben.

## Supportrar
Melbourne Knights har en stor skara supportrar och är en av Australiens populäraste fotbollsklubbar utanför A-League. Supportrarna består till största delen av kroater och kroataustralier från Melbourne och Geelong. Klubben är en ärosymbol för kroater i Australien.
Den inofficiella supportergruppen heter MCF (Melbourne Croatia Fans) och är en av de mest aktiva i VPL. Under åren i NSL hette supportergruppen Knights Army, vilka lade ner verksamheten under de sista åren av NSL.

## Hemmaarena
Arenan heter Knights Stadium och ligger i förorten North Sunshine, vilket har varit klubbens hem sedan 1989. Den har en kapacitet på 15 000 personer. Innan 1989 hade klubben ett antal olika hemmaarenor:
- Corio Park, Geelong: 1950-talet och tidiga 1960-talet
- Tracey's Speedway, Marybyrnong: 1960-talet
- Montgomery Park, Essendon: mitten av 1970-talet
- Olympic Park: Permanent hemmaarena under sena 1960-talet till 1972 och sena 1970-talet till 1988.

## Spelartrupp
| Nr | Land       | Pos | Namn                |
| -- | ---------- | --- | ------------------- |
| 1  | Australien | MV  | Adrian Cagalj       |
| 2  | Australien | F   | Steven Iosifidis    |
| 3  | Australien | F   | Ian Waldon          |
| 4  | Australien | F   | Tomislav Milardović |
| 5  | Australien | F   | Stefan Piorkowski   |
| 6  | Australien | F   | Matthew Grbesa      |
| 7  | Australien | MF  | Dario Matković      |
| 9  | Australien | A   | Joe Spiteri         |
| 10 | Australien | MF  | Hrvoje Matković     |

| Nr | Land       | Pos | Namn             |
| -- | ---------- | --- | ---------------- |
| 11 | Australien | MF  | Cameron Watson   |
| 12 | Australien | A   | Daniel Visević   |
| 14 | Australien | MF  | Craig Elvin      |
| 15 | Australien | MF  | Milan Batur      |
| 16 | Australien | MF  | Mate Dugandžić   |
| 17 | Australien | MF  | Ivan Franjić     |
| 18 | Australien | MF  | Alex Kiratzoglou |
| 19 | Australien | MF  | Anthony Pelikan  |
| 20 | Australien | MV  | Ivan Tomić       |

## Meriter

### NSL
- Guld: 1994/1995, 1995/1996
- Silver: 1990/1991, 1991/1992, 1993/1994
- Slutspel: 1984, 1985, 1989, 1989/1990, 1990/1991, 1991/1992, 1993/1994, 1994/1995, 1995/1996, 1996/1997, 2000/2001, 2001/2002
- Cupvinnare: 1994/1995
- Cuptvåor: 1984

### Övrigt
- Ampol Cup: 1968, 1971, 1972, 1977, 1978, 1980
- Ansett Challenge Shield: 1986, 1987
- Armstrong Cup: 1966, 1977
- Buffalo Cup: 1986, 1987
- Inter City Cup: 1971
- Australisk-kroatiska fotbollsturneringen: 1993
- National Youth League: 1989/1990, 1996/1997, 2000/2001

## Kända tränare
- Mirko Bazic
- Josip Biskic
- Miron Bleiberg
- Branko Čulina
- Ian Dobson
- John Gardiner
- Michael Kiss
- Duncan MacKay
- Andrew Marth
- Ken Murphy
- Tony Vrzina